# Torretta del Bagno
La Torretta del Bagno è una delle quattro torri costiere dell'Isola di Capraia, nell'arcipelago Toscano.
Essa si trova sul versante est dell'isola molto vicino al mare (da cui il nome), ai piedi dell'altura del castello di San Giorgio. Fu costruita dai Genovesi nel 1790 per la difesa del Forte San Giorgio in caso di assedio. Un arco rampante la collega alla ripida parete rocciosa dove un camminamento protetto conduceva al Forte San Giorgio.
La torre ha forma cilindrica, alta e stretta, coperta da una cupoletta che oggi è crollata. Nei pressi della Torretta si trova uno dei punti più frequentati per la balneazione nell'isola, con scogli piatti.

## Altre immagini

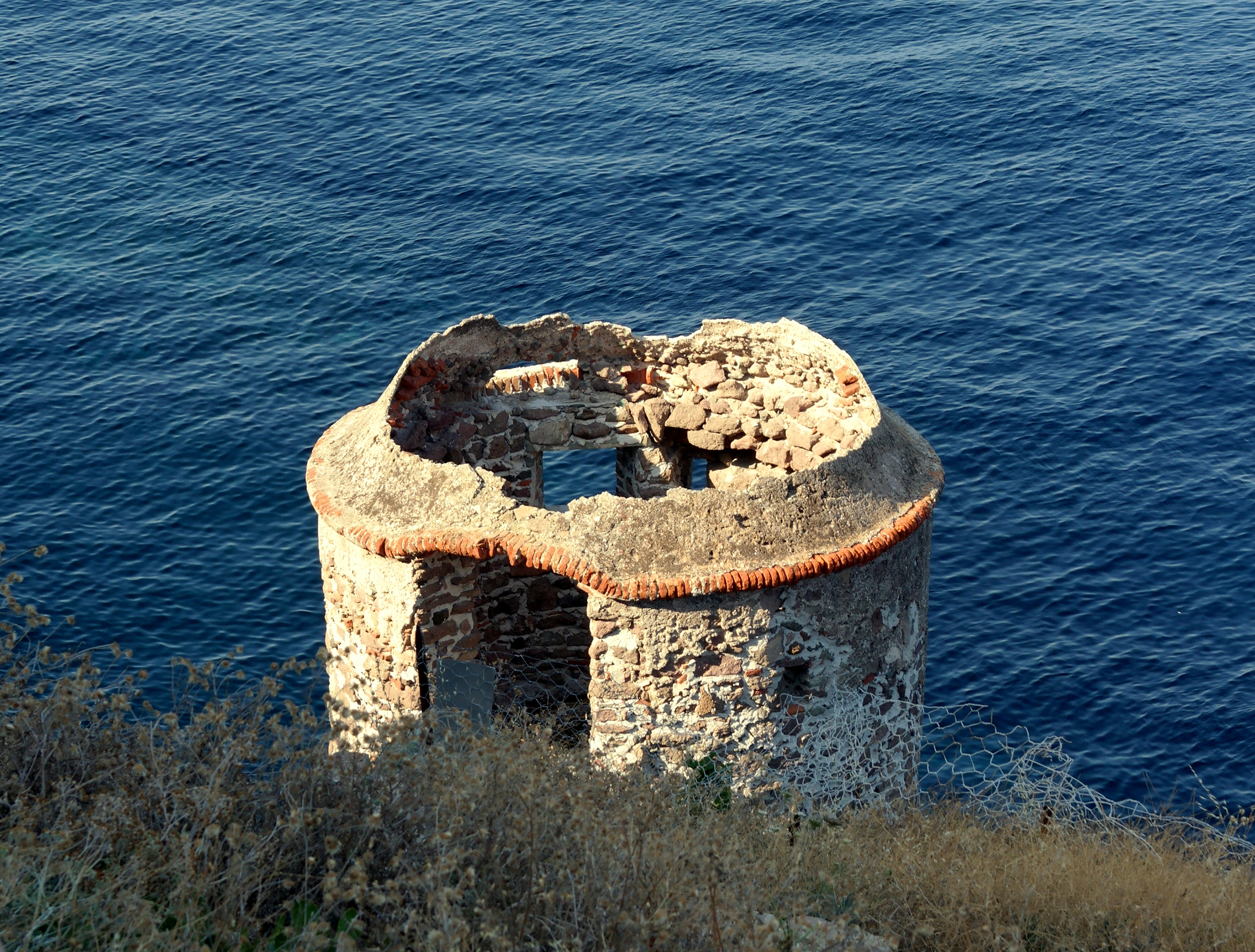
Veduta dall'alto
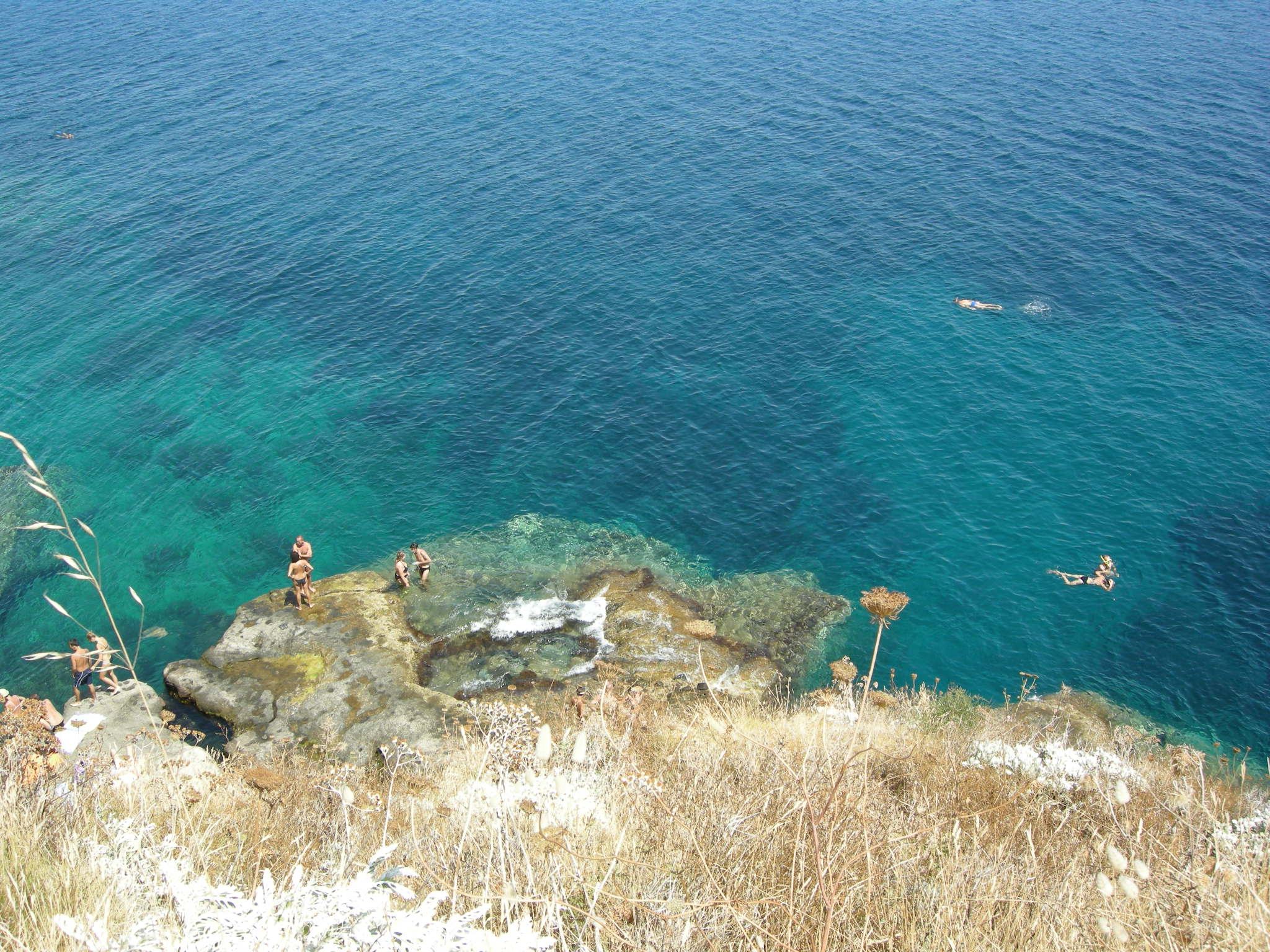
Gli scogli usati per la balneazione
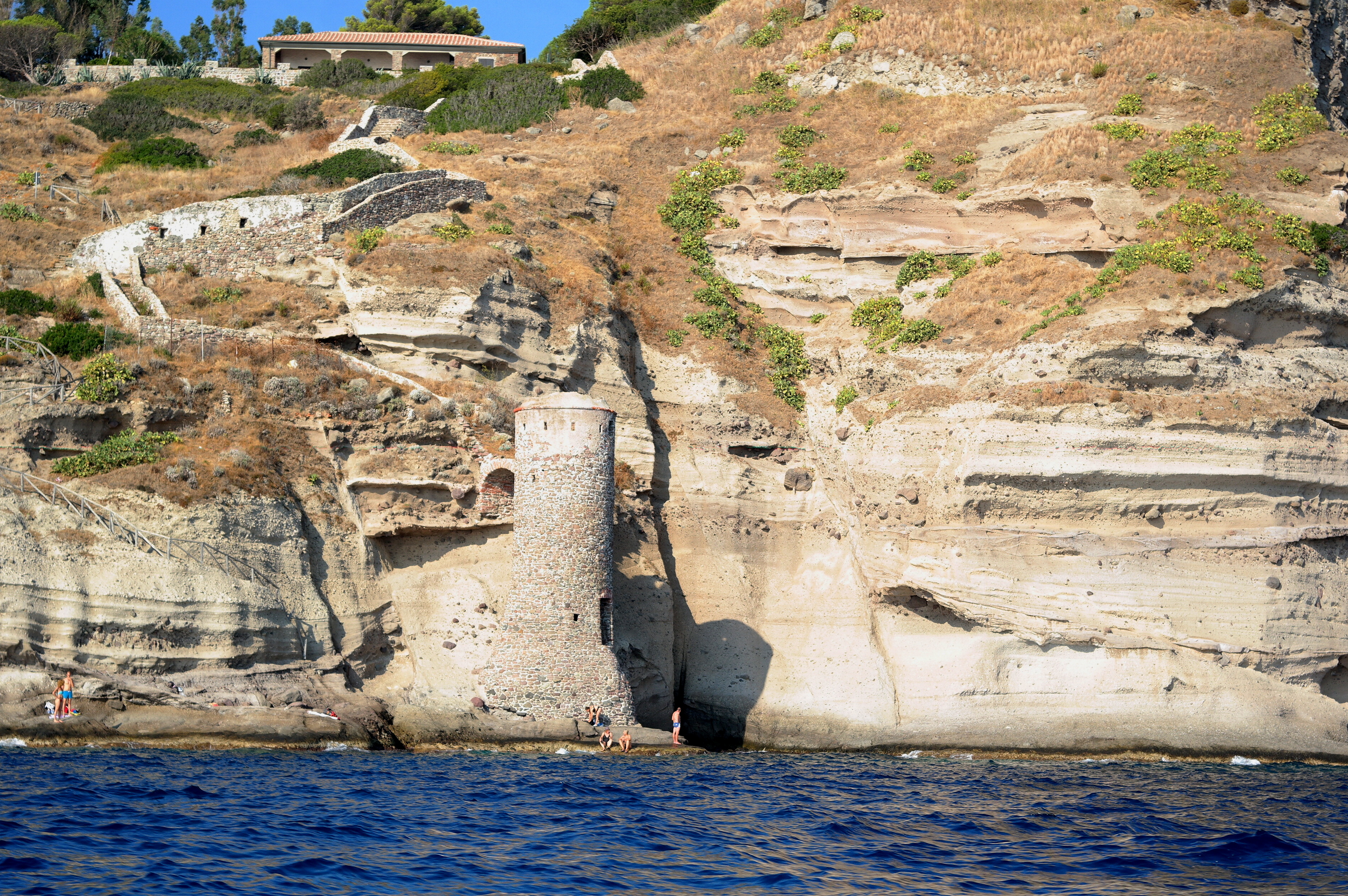
Veduta dal mare